# Vruchtbaarheidsgodin
De mensheid heeft overal en al sinds de eerste bewaarde afbeeldingen symbolen van vruchtbaarheid getekend of gemodelleerd en ook als figuren in mythen uitgebeeld. Vroege voorbeelden van dergelijke figuren zijn bekend op petrogliefen, rotstekeningen, grotschilderingen en als beeldjes.

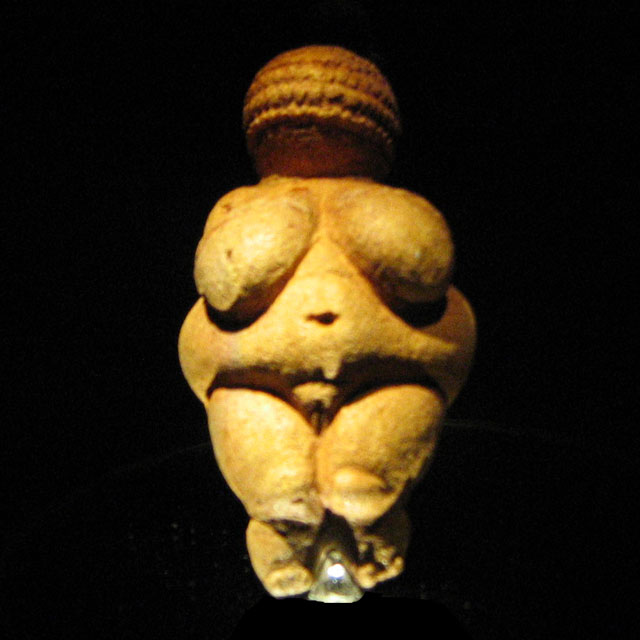
De Venus van Willendorf

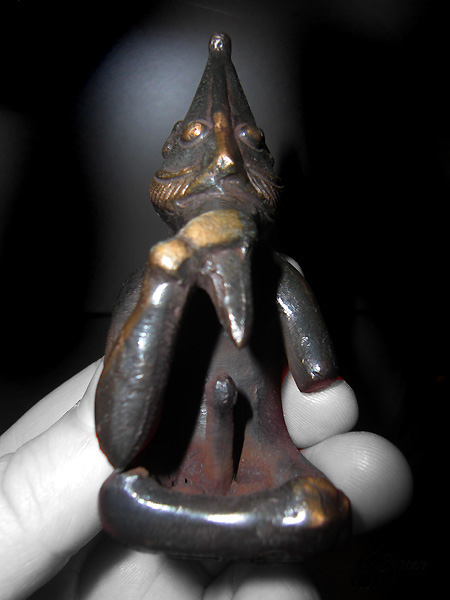
Een ityphalisch beeldje van Freyr

Er zijn in meerdere culturen vruchtbaarheidsgoden, meestal godinnen, bekend. In de mythen rond deze goddelijke figuren worden ook de kiemtijd van zaad, de dood en seizoenen of jaargetijden verklaard. De afbeeldingen van de vrouwelijke symbolen kenmerken zich vaak door brede heupen en grote borsten. De mannelijke vruchtbaarheidssymbolen zijn soms ityphallisch. Ook opvallend vruchtbare dieren zoals de kat zijn in sommige culturen symbolen van vruchtbaarheid.

## Symbolen van vruchtbaarheid
- Eieren
- Katten
- De maan
- De hoorn des overvloeds of cornucopia
- Granaatappel
- Plantenzaden

## Vruchtbaarheidsgoden en -godinnen
- Dagan of Dagon was een vruchtbaarheidsgod en god van het koren en de landbouw in de Kanaänietische en in de Mesopotamische mythologie
- Min, een Egyptische ityphalische vruchtbaarheidsgod.
- Cybele, een Frygische godin.

Min was in de Egyptische mythologie de god die vooral als vruchtbaarheidsgod fungeerde, maar ook de beschermer was van de wegen
- Quirinus (mythologie) vruchtbaarheidsgod die deel uitmaakte van de Indo-Europese godentrias en van de Di Indigetes in het vroege Rome.
- Apophis (demon). Deze Egyptische god werd als vruchtbaarheidsgodheid aanbeden in tijden van paniek en armoe (als de Nijl niet stroomde).
- Geb was net als Min een vruchtbaarheidsgod en wordt meestal groen afgebeeld en in een menselijk lichaam met een opgerichte fallus.
- Priapus is een vruchtbaarheidsgod en beschermer van het vee, vruchtdragende planten, tuinen en het mannelijk geslachtsdeel.
- Lichtelfen De vruchtbaarheidsgod Freyr kreeg in de lezing van de Edda de leiding over deze bovennatuurlijke wezens.
- Qetesh was de moeder van de vruchtbaarheidsgod Min.
- Linshui Furen is een vruchtbaarheidsgodin in de Chinese volksreligie
- Jinhuaniangniang is een vruchtbaarheidsgodin in de Chinese volksreligie
- Wanen waren de mindere vruchtbaarheidsgoden in het Noorse pantheon
- Indra was de opvolger van Varuna als scheppende vruchtbaarheidsgod.
- Jam is een vruchtbaarheidsgod in de Fenicische mythologie
- Sowathara
- Ceres
- Persephone
- Libera
- Freyr in de Noorse godenwereld
- Kokopelli in verschillende indianenculturen.